# 大江三郎
大江 三郎（おおえ さぶろう、1930年1月1日 - 1986年8月26日）は、日本の英語学者。

## 略歴
神奈川県生まれ。神奈川県立湘南高校卒。東京大学文学部英文科卒、1957年同大学院修士課程修了。1964年ミネソタ大学大学院言語学修了（フルブライト奨学生）。1976年「日英語の比較研究 主観性をめぐって」で東京都立大学 (1949-2011)文学博士。立教大学助教授、1968年九州大学文学部助教授を経て、1974年教授。在任中に死去した。

## 著書
- 『英語の構造』真砂書房 1966
- 『日英語の比較研究 主観性をめぐって』南雲堂 1975
- 『現代英語文法の分析』弓書房 1978
- 『講座・学校英文法の基礎 第4-5巻　動詞』研究社出版 1982-1983
- 『英文構造の分析 コミュニケーションの立場から』弓書房 1984

### 翻訳
- シドニー・フック編『言語と思想』三宅鴻,池上嘉彦共訳 研究社出版 1974

### 記念論文集
- 『英語学の視点』大江三郎先生追悼論文集編集委員会編 九州大学出版会 1989

なお、大江教授の蔵書は、大江文庫として九大図書館に寄贈され、今日に至る。